# Maxime Katz
Maxim Yevgenyevich Katz (russe : Макси́м Евге́ньевич Кац; né le 23 décembre 1984) est un opposant politique, activiste de l'urbanisme, stratège de campagnes électorales et youtubeur populaire russe animant sa propre émission politique quotidienne,,,,,.
Katz s'est fait connaître en 2011 avec sa campagne réussie pour un siège à l'assemblée municipale de Moscou. De 2012 à 2016, il a été représentant législatif du district de Chtchoukino. En 2012, Katz a été élu au Conseil de coordination de l'opposition russe, où il a siégé jusqu'en 2013. Katz est connu pour son travail de stratège de campagnes électorales d'opposition, ayant été directeur de campagne ou adjoint pour les candidatures d'Alexeï Navalny (2013), Dmitri Gudkov (2016), Darya Besedina (2019) et Anastasia Bryukhanova (2019, 2021),,,,,,.
En 2012, Katz a cofondé la Fondation City Projects, une organisation qui se concentre sur l'amélioration de la qualité de vie dans les villes russes, avec Ilya Varlamov.
La chaîne YouTube éponyme de Katz, lancée en 2010, propose des commentaires politiques quotidiens et a rassemblé plus de 2,3 millions d'abonnés et plus d'un milliard de vues.
Katz fait face à des accusations politiques en Russie pour avoir prétendument répandu de "fausses informations" sur les actions de l'armée russe en Ukraine.

## Biographie

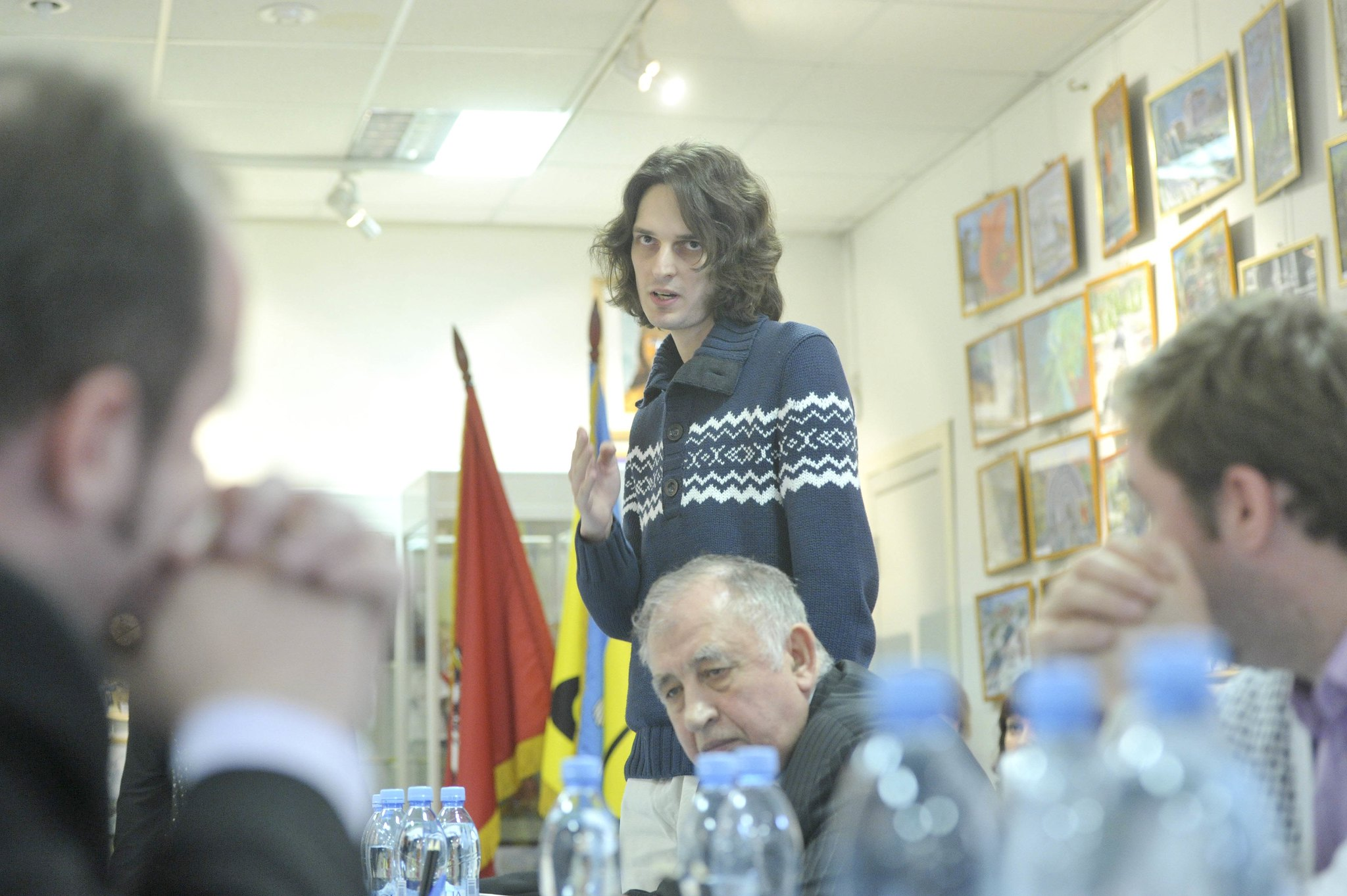
Maxim Katz en 2012

Katz est né à Moscou, en Russie, d'un père juif et d'une mère d'origine russe. En 1993, il immigre en Israël avec sa famille,. Il retourne en Russie en 2001.
Dans la vingtaine, Katz était joueur de poker professionnel. En 2007, il devient le premier et unique champion de Russie de poker sportif,,.
En 2012, Katz a été élu député municipal du district de Shchukino à Moscou.
Toujours en 2012, avec Ilya Varlamov, il lance la fondation de développement urbain "City Projects" et en assure la direction.
En 2016, Katz a été l'un des treize Russes à recevoir la bourse Chevening du gouvernement britannique, qui sponsorise les étudiants ayant un potentiel de leadership pour étudier dans une université britannique. Grâce à cette bourse, Katz a étudié à l'Université de Glasgow, où il a obtenu une maîtrise en "Politiques publiques et urbaines" en 2017. En mai 2023, Katz a obtenu sa maîtrise à l'Université de Tel Aviv, où il a suivi un programme de "Leadership dans l'éducation",,,.
Début 2022, Katz a déclaré son opposition à l'invasion russe de l'Ukraine et a ensuite fui le pays. Le 22 juillet 2022, le ministère russe de la Justice a désigné Katz comme "agent étranger". Il a ensuite été placé sur une liste fédérale des personnes recherchées le 29 octobre. Le 23 mars 2023, Katz a été arrêté par contumace par le tribunal du district Basmanny pour "discrédit" des Forces armées russes pour avoir couvert le Massacre de Boutcha, risquant jusqu'à 10 ans de prison,. Il s'agit du premier cas où l'accusation a officiellement requis la peine maximale prévue par la loi. Le 24 août 2023, il a été condamné par contumace à une peine de 8 ans de prison.

## Carrière politique

### Activisme urbain
L'intérêt de Katz pour l'urbanisme a commencé lors de ses voyages, ce qui l'a conduit à étudier au sein du cabinet d'urbanisme de Jan Gehl en 2011.
En 2012, avec Ilya Varlamov, il cofonde la Fondation City Projects qui vise à améliorer l'environnement urbain grâce à l'utilisation de données modernes sur l'urbanisme.
En 2020, la fondation a ouvert un réseau d'antennes régionales dans les capitales des sujets fédéraux russes et a rassemblé en quelques mois plus de dix mille sympathisants. Chaque antenne régionale a organisé des élections pour son responsable. En un an, les bureaux de représentation de la fondation ont ouvert dans 100 villes du pays et le nombre de sympathisants a atteint 20 000,,,,.
Le 4 mars 2022, le travail de toutes les antennes a été suspendu indéfiniment. Au moment de la suspension des activités des antennes, le nombre de sympathisants de la fondation avait dépassé les 30 000, dont près de 4 000 à Moscou.

### Campagnes électorales
« Si vous êtes contre Poutine, nous vous aiderons »

— Maxim Katz

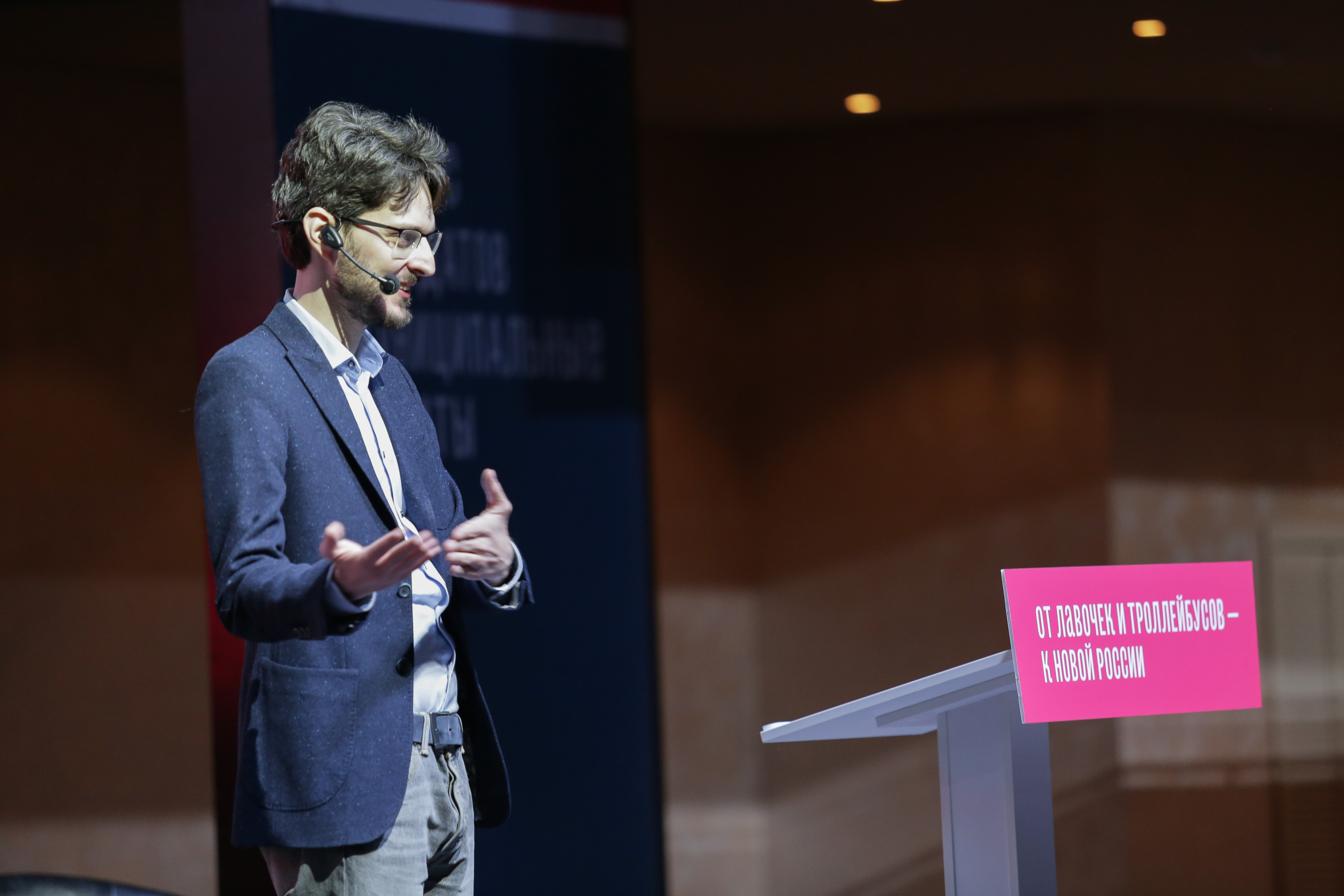
Maxim Katz lors d'un congrès de candidats aux fonctions de députés municipaux du projet Démocrates Unis, 2017

Katz a géré de nombreuses campagnes politiques d'opposition, notamment :
- 2012 : En tant que directeur de campagne pour la campagne à la mairie d'Ilya Varlamov à Omsk, Katz a mené une campagne qui a attiré beaucoup d'attention, mais qui a finalement abouti au retrait de Varlamov en raison de l'impossibilité de recueillir le nombre requis de signatures[41],[42].
- 2013 : En tant que directeur adjoint de campagne pour la campagne à la mairie d'Alexeï Navalny à Moscou, Katz a joué un rôle central dans une campagne qui a recueilli un soutien public important et a reçu de manière inattendue 27% des voix, établissant Navalny comme une figure de proue de l'opposition. Cette campagne a employé des stratégies innovantes et s'est fortement appuyée sur les dons du public et le soutien de bénévoles[43].
- 2014 : Katz s'est présenté à la Douma de la ville de Moscou, obtenant 23 % des voix mais ne parvenant pas à obtenir de siège[44].
- 2015 : Katz a été directeur de campagne de la campagne du parti « Initiative civique » pour les élections à la Douma régionale de Kaluga, dirigée par Andrei Nechayev, premier ministre de l'Économie de la Russie, aujourd'hui dans l'opposition[45].
- 2016 : En tant que directeur de campagne pour la campagne de Dmitri Gudkov à la Douma d'État, Katz a mené une campagne qui, malgré la défaite de Gudkov, a remporté le prestigieux « prix Pollie » pour son utilisation innovante des plateformes numériques[46].
- 2017 : Katz a cofondé le projet Démocrates Unis (également connu sous le nom de Uber politique), conçu pour soutenir les candidats indépendants aux élections municipales de Moscou. Le projet a fourni des ressources et une formation aux candidats qui s'opposaient à Vladimir Poutine, conduisant à l'élection de 267 députés. En conséquence, les candidats de l'opposition ont remporté la majorité des sièges dans les districts centraux de Moscou[47].
- 2019 : Katz a géré la campagne réussie de Darya Besedina pour la Douma de la ville de Moscou. Cette campagne, remarquable par son succès de financement important (plus de 18 millions de roubles), a aidé Besedina à devenir l'une des rares candidates de l'opposition à obtenir un siège à la Douma de la ville de Moscou[48].
- 2019 : Également en 2019, Katz a été directeur de la campagne du parti Yabloko pour les sièges municipaux de Saint-Pétersbourg. À la suite de la campagne, 99 personnes ont été élues députés dans 31 districts de la ville, contre zéro lors des élections précédentes[49].
- 2020 : La Fondation des projets urbains de Varlamov et Katz a soutenu 63 candidats pro-urbanistes aux élections municipales dans diverses régions de Russie. Sept de ces candidats soutenus ont remporté leurs élections[50].
- 2021 : Katz a été directeur de campagne pour la campagne d'Anastasia Bryukhanova à la Douma d'État. La campagne a été financée par une collecte de fonds, avec plus de 20 millions de roubles collectés pour la seule collecte de signatures. Bryukhanova a remporté l'élection à la Douma d'État selon les bulletins de vote papier, mais a perdu en raison des résultats du vote électronique à distance[48],[51].

## Chaîne YouTube
Maxim Katz est l'auteur et l'animateur de la chaîne YouTube éponyme. La chaîne propose des vidéos quotidiennes sur des sujets sociopolitiques d'actualité, en particulier ceux qui réfutent les affirmations de la propagande russe. Avant le début de l'invasion russe de l'Ukraine, les vidéos obtenaient 300 à 400 000 vues par jour. Après le début de l'invasion, le nombre de vues est passé à 1 à 2 millions. Selon Katz, cela est dû à sa couverture des événements « tels qu'ils sont », sans suivre les restrictions de la censure russe.
Du 2 mars 2020 au 11 août 2024, la chaîne est passée de 13 800 à 2 300 000 abonnés. Le nombre de vues dépasse 1,1 milliard.

## Prix
En mars 2021, Katz a reçu le Global Belarusian Solidarity Award dans la catégorie « Vue de l'extérieur » du centre pour la solidarité biélorusse.